# Protonemura kohnoae
Protonemura kohnoae är en bäcksländeart som beskrevs av Tatemi Shimizu 1998. Protonemura kohnoae ingår i släktet Protonemura och familjen kryssbäcksländor. Inga underarter finns listade i Catalogue of Life.